# Szigliget-Óvár
Szigliget-Óvár Veszprém vármegyében, Szigliget településen, a Királyné szoknyája nevű hegyen található várrom. A vár 1566 előtt épült, ma rom. Keletkezéséről és történetéről keveset tud a történettudomány, a vár története nem bővelkedik ismert írott forrásokban. Régészeti feltárása 2003-ban történt meg.

## Története
A vár építési idejéről megoszlanak a vélemények. 1933-ban [Dornyai Béla] római kori őrtorony eredetet valószínűsít, tekintve, hogy a közeli [Avasi templomrom]nál találtak római cserépdarabokat. Az óvár legújabb kori kutatásai ezt nem erősítették meg, a várrom környékén nem találtak római régészeti emlékeket, és az építkezés módja sem utal római kori eredetre.
Egy másik elmélet és a helyszínen kihelyezett információs tábla felveti a XII–XIII. századi eredetet és az Atyusz-nemzetség által történő építtetést, de a 2003-as feltárás során nem találtak ebből a korból emlékeket, csak a XV–XVI. századból. A feltáró régész, Gere László a vár keletkezését a XV. századra datálja.
Az óvár először 1566-ban jelenik meg Matthias Zündt katonai térképén. 77 m-rel magasodik a Balaton vízszintje fölé. Az épület észak–déli tájolású, északon egy 5,4 m hosszú és 8 m széles négyszögletű, délen pedig egy 7,5 m hosszú és 7,2 m széles ötszögletű bástya erősítette. A két torony között 15,4 × 28,2 m-es, téglalap alakú palotarész állt. Az épület falai kötésben álltak, ez egyperiódusú építésre utal. Jelenleg már csak az épületek alapfalai láthatóak. Az ötszög alapú torony maradványai fölé fa kilátót építettek.
Az óvár eredeti funkciója nem tisztázott teljes egészében. [Szigligeti vár] közelsége miatt nagyobb védelmi funkciót nem valószínűsítenek neki, feltehetően inkább a megfigyelő szerepe lehetett, olyan területek láthatóak be az óvárból, amelyek a nagy várból nem. Illetve valószínűsítik, hogy a török korban a balatoni sajkás hadiflotta Szigligeten állomásozó egységeinek szálláshelyéül szolgált.
Pusztulásáról sincsenek egészen pontos adatok. 1686-ra a törökök elvesztették az összes tó körüli erősségüket, így feltehetően az óvár szerepét vesztette, elhagyhatták, köveit valószínűleg elhordták más építkezésekhez.